# پای طاق
پای طاق، روستایی از توابع بخش رابر شهرستان بافت در استان کرمان ایران است.

## جمعیت
این روستا در دهستان هنزا قرار دارد و براساس سرشماری مرکز آمار ایران در سال ۱۳۸۵، جمعیت آن ۲۲ نفر (۵خانوار) بوده‌است.